# Чирен
Чи́рен (болг. Чирен) — село у Врачанській області Болгарії. Входить до складу общини Враца.

## Населення
За даними перепису населення 2011 року у селі проживали 742 особи.
Національний склад населення села:
| Національність   | Кількість осіб | Відсоток |
| ---------------- | -------------- | -------- |
| болгари          | 711            | 99,0%    |
| цигани           | 6              | 0,8%     |
| турки            | 0              | 0%       |
| Всього відповіли | 718            |          |

Розподіл населення за віком у 2011 році:
Динаміка населення: